# Old River-Winfree
Old River-Winfree és una població dels Estats Units a l'estat de Texas. Segons el cens del 2000 tenia 1.364 habitants.

## Demografia
Segons el cens del 2000, Old River-Winfree tenia 1.364 habitants, 475 habitatges, i 397 famílies. La densitat de població era de 418 habitants/km².
Dels 475 habitatges en un 42,5% hi vivien nens de menys de 18 anys, en un 69,1% hi vivien parelles casades, en un 8,8% dones solteres, i en un 16,4% no eren unitats familiars. En el 14,3% dels habitatges hi vivien persones soles el 4% de les quals corresponia a persones de 65 anys o més que vivien soles. El nombre mitjà de persones vivint en cada habitatge era de 2,87 i el nombre mitjà de persones que vivien en cada família era de 3,12.
Per edats la població es repartia de la següent manera: un 29,2% tenia menys de 18 anys, un 8,1% entre 18 i 24, un 30,4% entre 25 i 44, un 26,4% de 45 a 60 i un 6% 65 anys o més.
L'edat mediana era de 36 anys. Per cada 100 dones de 18 o més anys hi havia 100,8 homes.
La renda mediana per habitatge era de 48.523 $ i la renda mediana per família de 52.857 $. Els homes tenien una renda mediana de 43.182 $ mentre que les dones 25.313 $. La renda per capita de la població era de 19.114 $. Aproximadament el 4,9% de les famílies i el 6,9% de la població estaven per davall del llindar de pobresa.

## Poblacions més properes
El següent diagrama mostra les poblacions més properes.